# Pristimantis cajamarcensis
Espèce
Synonymes
- Eleutherodactylus cajamarcensis Barbour & Noble, 1920

Statut de conservation UICN

 LC  : Préoccupation mineure
Pristimantis cajamarcensis est une espèce d'amphibiens de la famille des Craugastoridae.

## Répartition
Cette espèce se rencontre entre 1 800 et 3 100 m d'altitude, :
- en Équateur, dans les provinces d'Azuay et de Loja ;
- au Pérou, dans les régions de Piura et de Cajamarca.

## Description
L'holotype de Pristimantis cajamarcensis, un mâle adulte, mesure 19 mm.

## Étymologie
Son nom d'espèce, composé de cajamarc[a] et du suffixe latin -ensis, « qui vit dans, qui habite », lui a été donné en référence au lieu de sa découverte, Cajamarca au Pérou.

## Publication originale
- Barbour & Noble, 1920 : Some Amphibians from North-Western Peru, with a Revision of the Genera Phyllobates and Telmatobius. Bulletin of the Museum of Comparative Zoology at Harvard College, vol. 63, p. 395-427 (texte intégral).